# Reichsbräuteschule

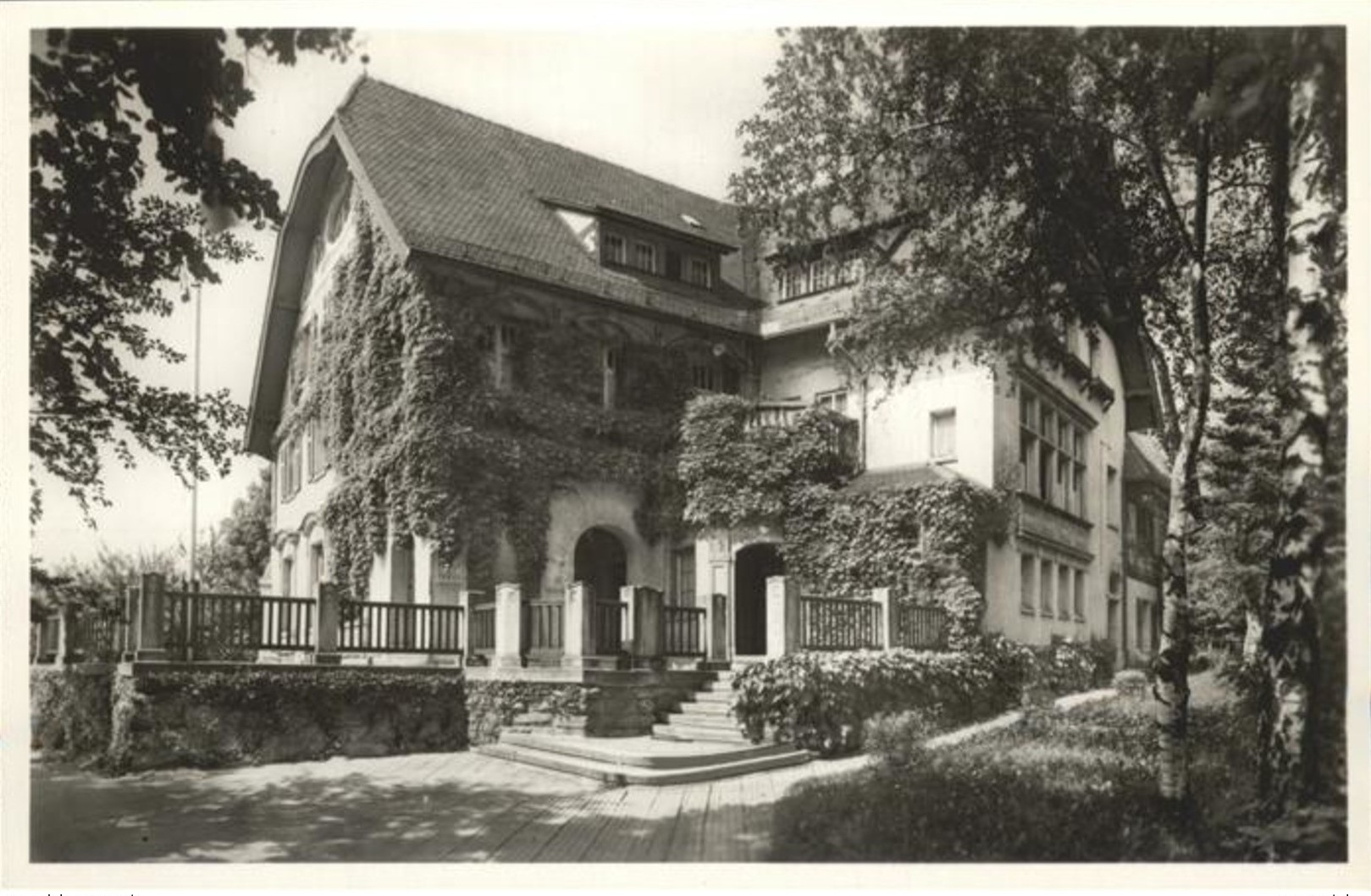
Den första Riksbrudskolan inrättades i Tübingen år 1937 och lånade lokaler av studentföreningen Verbindung Normannia Tübingen.

Reichsbräuteschule (Riksbrudskolorna) var ett statligt program i Nazityskland mellan 1937 och maj 1944. De var institutioner för utbilda ogifta kvinnor till "perfekta hustrur och mödrar" enligt nazistisk ideologi. Kvinnorna skolades i politisk ideologi, hushållskunskaper, barnavård och annat som de ansågs behöva kunna för att fylla rollen som nazistiska barnaföderskor.
Den första brudskolan öppnades av Deutsches Frauenwerk under Gertrud Scholtz-Klink 1937. Ursprungligen var dessa skolor och kurser till för fästmör till partimedlemmar och SS-män, men de utvidgades senare till att omfatta även andra tyska kvinnor med rätt bakgrund. Kvinnorna fick bland annat lära sig sköta sina mäns uniformer, och svor dessutom en ed till Adolf Hitler och avlade ett löfte att uppfostra sina barn till partitrogna medborgare. Brudskolorna blev svårare att upprätthålla allteftersom kvinnor mobiliserades i krigsarbete under kriget, och avvecklades ett år före krigsslutet.